# Droga wojewódzka nr 791
Droga wojewódzka nr 791 (DW791) – droga wojewódzka o długości 84 km łącząca Trzebinię (DK79) z Kolonią Poczesną (DK91), położona w województwach: małopolskim oraz śląskim.

## Miejscowości leżące przy trasie DW791

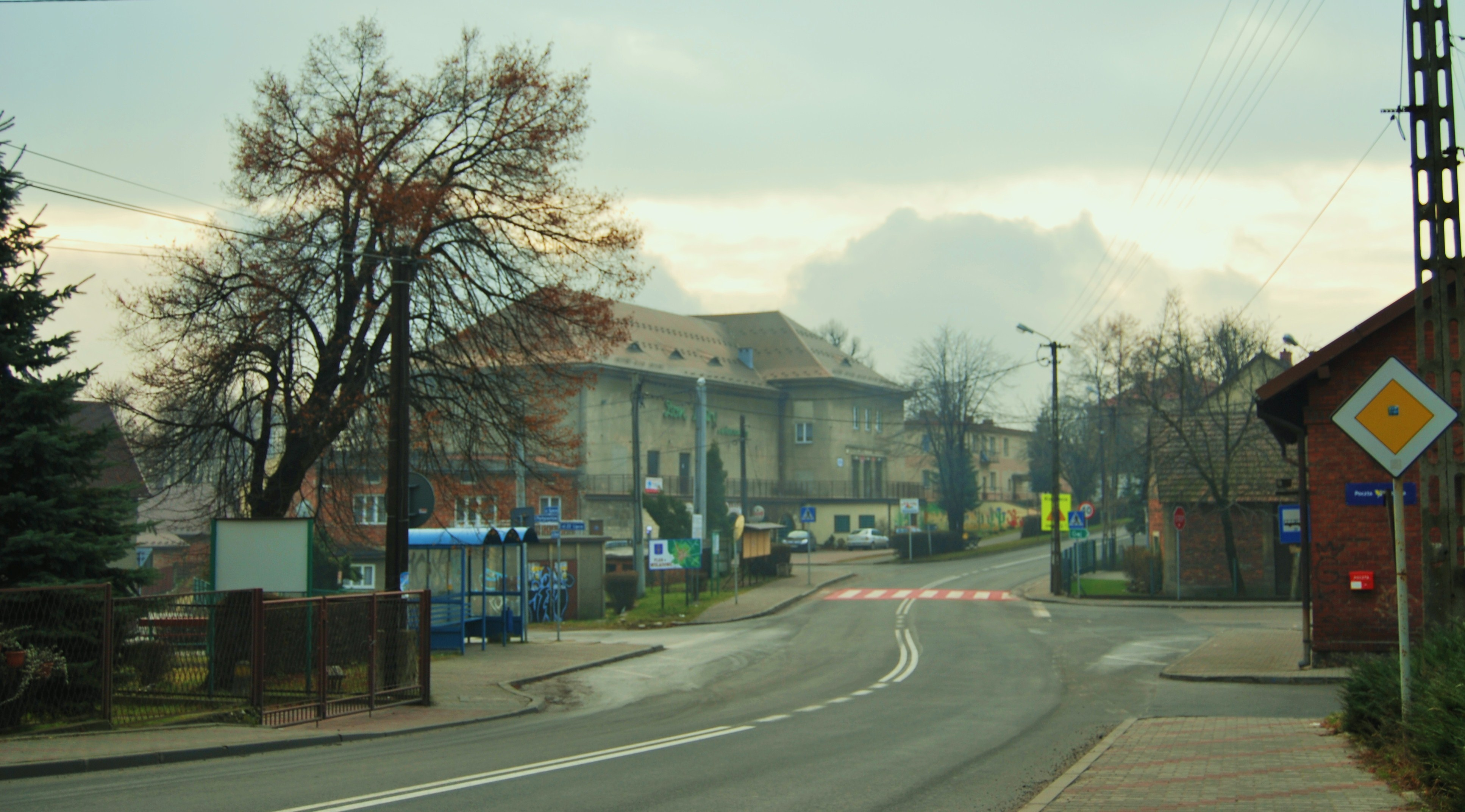
Droga w Myślachowicach

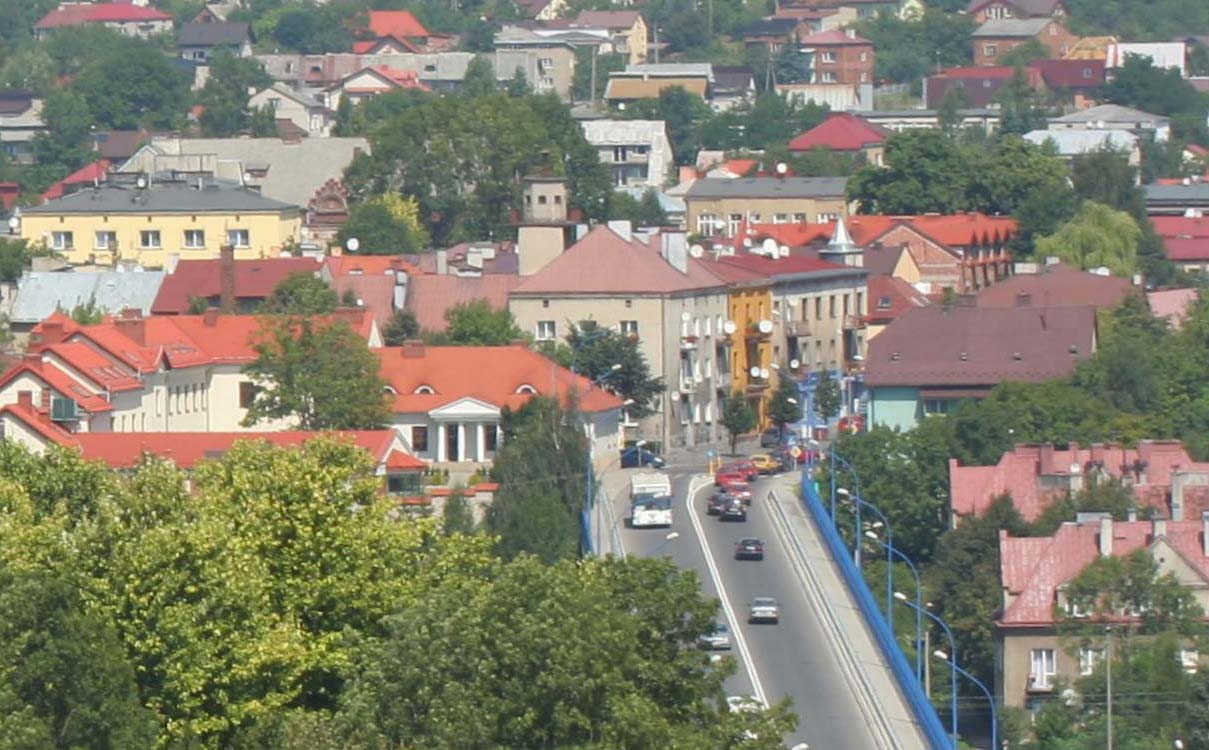
Widok na drogę w Olkuszu

- Trzebinia (DK79)
- Myślachowice
- Ostrężnica - Galman
- Lgota
- Niesułowice
- Żurada
- Olkusz (DK94)
- Klucze
- Rodaki
- Ogrodzieniec (DW790)
- Fugasówka
- Zawiercie (DK78) (DW796)
- Myszków (DW793)
- Żarki-Letnisko (DW789)
- Masłońskie
- Poraj
- Osiny
- Kolonia Poczesna (DK91)